# MUC1
Mucin 1, cell surface associated (MUC1) (mucina associata alla superficie cellulare) o polymorphic epithelial mucin (PEM) (mucina epiteliale polimorfica) è una mucina codificata dal gene MUC1 localizzato negli esseri umani sul cromosoma 1, 153.39 - 153.43 Mb.

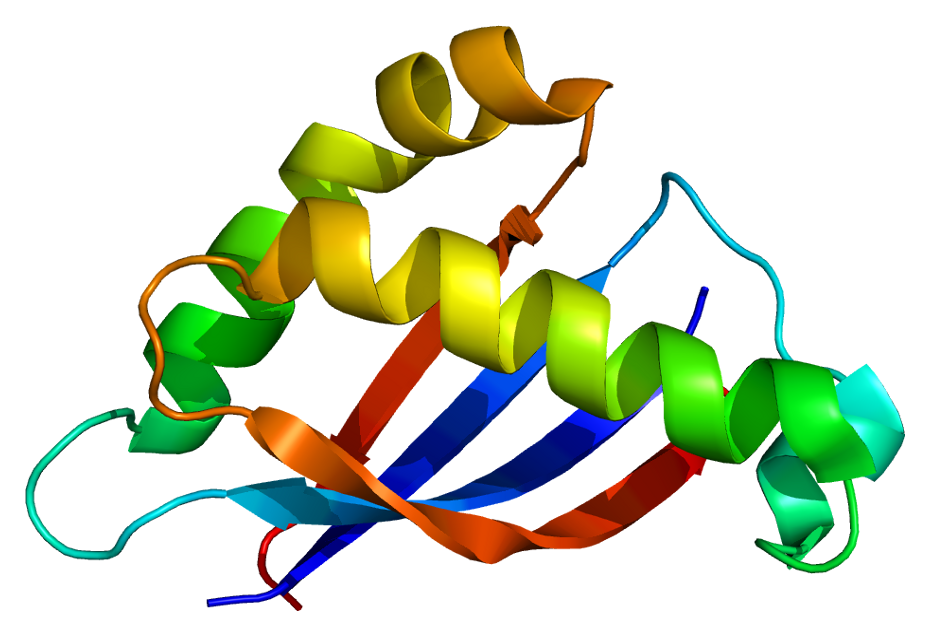
Struttura proteica della mucina 1 associata alla superficie cellulare

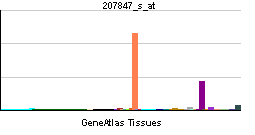
Pattern di espressione del gene MUC1

MUC1 è un proteoglicano ampiamente O-linked glicosilato nel suo dominio extracellulare. Tale mucina si ritrova sulla superficie apicale delle cellule epiteliali di: polmone, stomaco, intestino, occhi e molti altri organi. La mucina protegge l'organismo dalle infezioni da agenti patogeni legando gli oligosaccaridi del dominio extracellulare, impedendo così all'agente patogeno di raggiungere la superficie della cellula. La sovraespressione di MUC1 è spesso associata a tumore del: colon, della mammella, dell'ovaio, del polmone ed al cancro dal pancreas.
Da MUC1 deriva CA 15-3, un antigene per il carcinoma15-3 ed un marcatore tumorale per il cancro al seno.

## Interazioni
MUC1 è in grado di interagire con HER2/neu, Plakoglobin, CTNND1, SOS1 e Grb2.

## Struttura

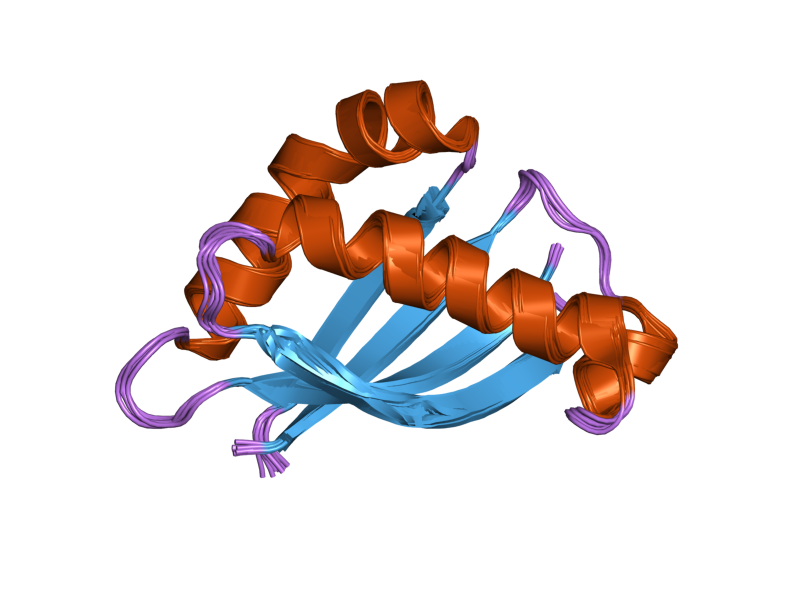
Struttura proteica del dominio SEA della mucina 1 umana

MUC1 è un membro della famiglia delle mucine e codifica per un ligando di membrana. MUC1 la porzione centrale della proteina ha una massa di 120-225 kDa che aumenta a 250-500 kDa successivamente alla glicosilazione, la porzione extracellulare si estende per una lunghezza di 200-500 nm al di fuori della superficie della cellula.
La glico-proteina è ancorata alla superficie apicale degli epiteli tramite un dominio transmembrana. Dopo il dominio transmembrana vi è un dominio SEA che contiene un sito di taglio e quindi per il rilascio del dominio extracellulare di grandi dimensioni Il dominio extracellulare include 20 aminoacidi ripetuti in tandem VNTR, il cui numero di ripetizioni varia da 20 a 120 in individui diversi; Queste ripetizioni sono ricche di serina, treonina e residui di prolina che permettono la o-glicosilazione.
Sono state identificate diverse varianti di trascrizione ottenute da splicing alternativo che codificano per diverse isoforme di questo gene.
MUC1 viene scisso nel reticolo endoplasmatico in due parti, la coda citoplasmatica, compreso il dominio transmembrana, e il dominio extracellulare. Questi domini risultano strettamente associati tramite legami non covalenti. Questa stretta associazione non-covalente non viene rotta da un trattamento: con urea, pH basso, sale alto o bollitura. Il trattamento con sodio dodecil solfato permette la dissociazione delle subunità rompendo l'associazione non-covalente. La coda citoplasmatica di MUC1 è di 72 aminoacidi e contiene diversi siti di fosforilazione.

## Funzione
Mucina 1 ha funzione protettiva per la cellula legandosi ai patogeni tramite il dominio extracellulare e possiede anche le funzioni di segnalazione cellulare.
La sua iperespressione intracellulare, e cambiamenti degli stati di glicosilazione vengono associati all'emersione del carcinoma. Ad esempio l'antigene tumorale CanAg è una glicoforma aberrante di MUC1.

### Ruolo nel cancro
La capacità dei farmaci chemioterapici di accedere alle cellule tumorali viene inibita dalla glicosilazione del dominio extracellulare di MUC1. La glicosilazione crea una regione altamente idrofilica la quale sbarra il passaggio dei farmaci chemioterapici idrofobici. Ciò impedisce ai farmaci di raggiungere i loro obiettivi, i quali di solito risiedono all'interno della cellula. Allo stesso modo, la glicosilazione consente alle cellule tumorali che producono una grande quantità di MUC1 di concentrare i fattori di crescita vicino ad i propri recettori, aumentando così l'attività del recettore e di conseguenza la crescita delle cellule tumorali. MUC1 impedisce anche l'interazione delle cellule immunitarie con i recettori di superficie delle cellule tumorali; ciò inibisce la risposta immunitaria antitumorale.

### Promozione della crescita cellulare
La coda citoplasmatica di MUC1 favorisce la crescita delle cellule tumorali legandosi a EGFR in maniera EGF-dipendente. Ciò inibisce il degrado dell'EGFR e favorisce il riciclo di EGFR. Il risultato è che i segnali di crescita e la sopravvivenza cellulare risultano incrementate. La maggiore interazione fra la coda citoplasmatica di MUC1 e EGFR nelle cellule tumorali favorisce la crescita del tumore.
La coda citoplasmatica di MUC1 è normalmente fosforilata dal recettore del fattore di crescita dei fibroblasti 3 (fibroblast growth factor receptor 3). Questa associazione incrementa la traslocazione beta-catenina nel nucleo; Ciò si traduce in un'aumentata espressione di MYC e ciclina D la quale favorisce la progressione del ciclo cellulare. La ciclina-D1 è un regolatore del ciclo cellulare che impedisce l'ingresso nel ciclo e quindi nella fase di mitosi, a meno che non sia legata a Cdk4 o Cdk6. Nel cancro, l'espressione della ciclina-D1 viene alterata risultandone una conseguente proliferazione incontrollata delle cellule.

### Prevenzione della morte cellulare
La coda citoplasmatica di MUC1 può legarsi a p53. Questa interazione è aumentata dallo stress genotossico. MUC1 e p53 possono interagire in risposta all'attivazione del promotore del gene di p21. Ciò comporta che l'attivazione di p21 si traduce in un arresto del ciclo cellulare. L'associazione di MUC1 con p53 portano all'inibizione dell'apoptosi mediata da p53.
La sovraespressione di MUC1 nei fibroblasti aumenta la fosforilazione di Akt. La fosforilazione di Akt porta alla fosforilazione del promotore di morte Bcl-2-associated. Ciò si traduce in una dissociazione del promotore morte Bcl-2-associated da Bcl-2 e Bcl-xL. L'attivazione risulta dipendente dall'attivazione a monte di PI3K. Inoltre, MUC1 ha mostrato di aumentare l'espressione di Bcl-xL. La sovraespressione di MUC1 nel cancro in concomitanza alla presenza di Bcl-2 e Bcl-xL liberi inibisce il rilascio del citocromo c dai mitocondri, prevenendo in tal modo l'apoptosi.
La coda citoplasmatica di MUC1 viene trasportata nei mitocondri attraverso l'interazione con HSP90. Questa interazione viene indotta attraverso la fosforilazione della coda citoplasmatica di MUC1 dal gene Src. Src viene attivato dalla famiglia del recettore EGF. La coda citoplasmatica viene quindi inserita nella membrana mitocondriale esterna. La localizzazione di MUC1 nei mitocondri impedisce l'attivazione di meccanismi di apoptosi.

### Promozione dell'invasione tumorale
La coda citoplasmatica di MUC1 può interagire con la beta-catenina tramitr una sequenza SXXXXXSSL. Questa interazione è dipendente dall'adesione cellulare. MUC1 viene fosforilato sulla sequenza YEKV, La fosforilazione di questo sito è stata dimostrata da LYN attraverso la mediazione dell'interleuchina 7, Src può andare incontro a metilazione mediata da EGFR o PRKCD. Tale interazione viene antagonizzata dalla degradazione della beta-catenina da parte di GSK3B. MUC1 blocca la fosforilazione-dipendente della beta-catenina da parte di GSK3B. Il risultato finale è che l'aumentata espressione di MUC1 nel cancro aumenta la stabilizzazione della beta-catenina; Questo favorisce l'espressione della vimentina e di CDH2, queste due proteine sono associate a un fenotipo mesenchimale, caratterizzato da un aumento della motilità e dell'invasività del tumore. Nelle cellule tumorali, la maggiore espressione di MUC1 promuove l'invasività delle cellule tumorali nei tessuti circostanti attraverso la beta-catenina, con la conseguente transizione epitelio-mesenchimale del cancro che promuove la formazione di metastasi.